# 黃槿
黄槿 （學名：Hibiscus tiliaceus），別稱黄木槿、朴仔、披麻、銅麻、港麻、海麻、河麻、山加半、桐花、鹽水面頭果、古老仔、糕仔樹及粿葉樹等，為錦葵科木槿屬植物，被歸類為廣義紅樹林上的植物。花期7-8月。

## 分佈
黄槿多長於平地或濱海地區，原產於東半球熱帶地區。在中國大陸境內，主要分佈於華南地區鎮海灣。台灣、越南、緬甸、柬埔寨、印度、印尼、菲律賓、馬來西亞、老撾、澳洲東部、大洋洲等地亦有分佈。

## 形態特徵

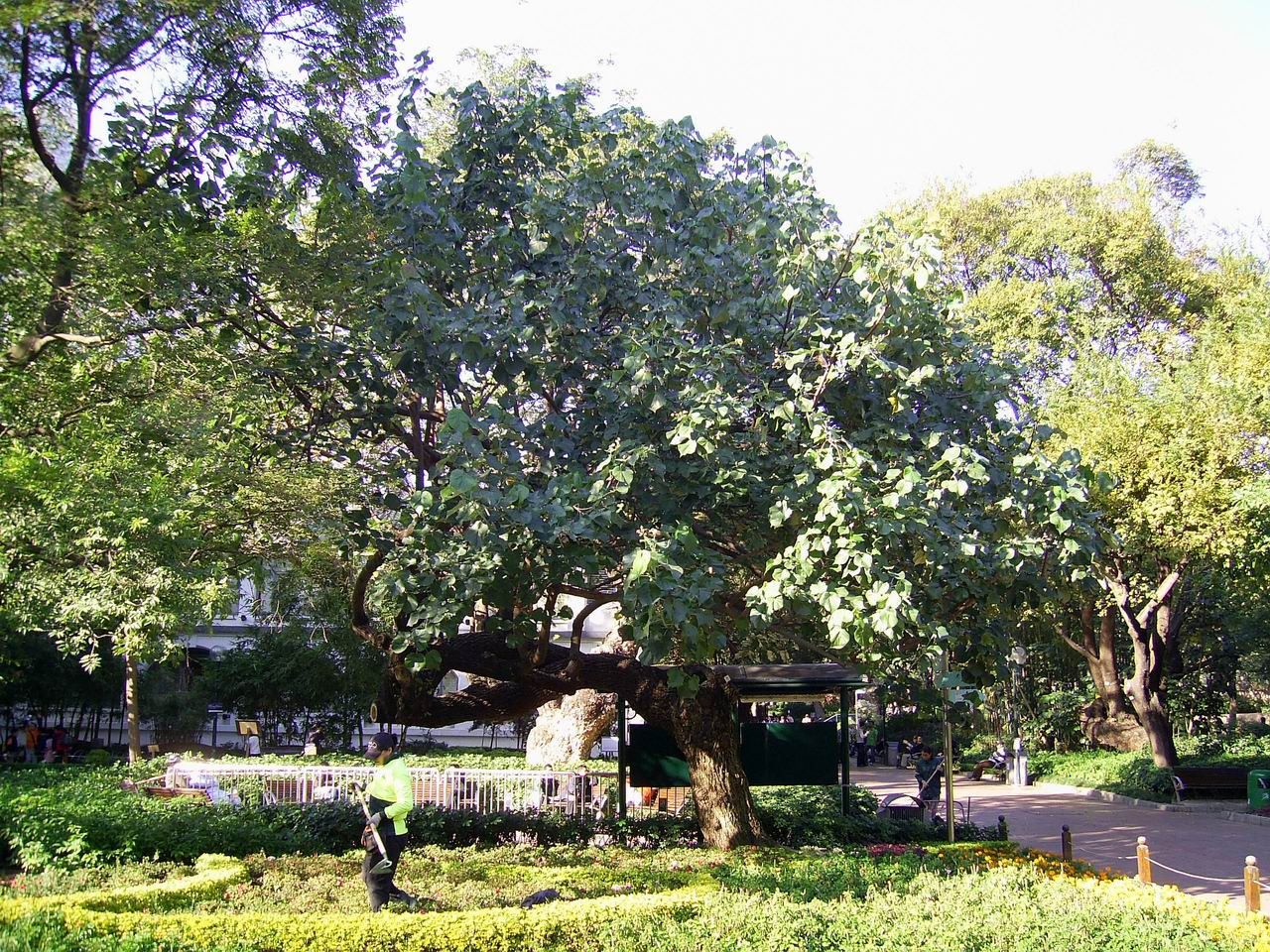
九龍公園內一株黃槿

黄槿是一種常綠灌木或喬木植物，可高達4－7米。樹幹灰色無毛，縱裂，有時呈攀援狀。葉廣卵形或近圓形，革質，頂端急尖，基部呈心形，全緣或微波狀齒緣，疏披星狀毛，背面浅灰白色，密披茸毛和星狀毛，表面有鹽線體排出鹽份，長約7－15厘米；葉托近長橢圓形，頂端急尖，外面疏披星狀毛，長約2－3厘米，寬約1.2－1.5厘米。花為總狀花序，單生於葉腋，或由數朵排成腋生或頂生；苞片一對，小苞7-10枚；花冠鐘形，黃色，中央暗紫色；花瓣外面披星狀毛，長約5厘米；花萼裂片5裂，頂端漸尖，披短柔毛，長約2厘米；柱頭扁平；雄蕊管長約2厘米，雄蕊束末超出於花冠。果為橢圓形蒴果，果皮骨質，短喙，披黃色柔毛，長約2-2.5厘米，成熟後開裂。種子無毛有散生乳頭狀小疣。

## 用途
黄槿有抗鹽抗旱的特性，可作為熱帶海岸地區防風、防沙、防潮的優良樹種。葉片可供作蒸煮糕粿的枕葉，因而有糕仔樹及粿葉樹等別稱。樹皮纖維可制作繩索或織網等用途。枝幹木材質輕富彈性，可作傢俱或薪柴之用。
黄槿的葉及樹皮可治支氣管炎及咳嗽，葉外敷可治腫毒及作洗滌劑之用，根可作解熱及催吐劑。